# Kup kralja Aleksandra 1925
La Kup kralja Aleksandra 1925., in serbo Куп краља Александра 1925. (in italiano Coppa del re Alessandro 1925), fu la seconda edizione della Kup kralja Aleksandra, competizione riservata alle rappresentative delle 7 sottofederazioni calcistiche che componevano la Federazione calcistica della Jugoslavia (organizzatrice del torneo) al tempo.
Si disputò dal 16 agosto, con le gare del primo turno, al 31 agosto 1925, con la finale disputata allo stadio del HAŠK Zagabria.
La rappresentativa di Spalato era composta esclusivamente dai giocatori del Hajduk. Il Belgrado XI era composto quasi esclusivamente da quelli del SK Jugoslavija, eccetto Sava Marinković e Nikola Marjanović, militanti nel BSK.

## Risultati

### Quarti di finale
| Arbitro: | Ernest Fabris (Zagabria) |

|                  |           |  |
| Benčić ?’ (rig.) | Marcatori |  |

| Arbitro: | Vinko Brkič (Zagabria) |

|                 |           |                               |
| Sivek ?’ (rig.) | Marcatori | ?’ Jovanović 55’, ?’ Petković |

| Arbitro: | Mikos Csillag (Novi Vrbas) |

|                     |           |                          |
| Doberlet 73’ (rig.) | Marcatori | 70’, 72’ Buble 88’ Babić |

### Semifinali
| Arbitro: | Anton Felver (Sarajevo) |

|             |           |                          |
| Sekulić 43’ | Marcatori | 38’ Placeriano 53’ Buble |

| Arbitro: | Stanojlo Joksić (Belgrado) |

|                                 |           |  |
| Benčić 38’ (rig.) Š. Poduje 88’ | Marcatori |  |

### Finale
La finale era in programma il 30 agosto, di fronte ad 8000 spettatori, ma a causa del terreno fangoso è stata rinviata al giorno seguente.
| Arbitro: | Stanojlo Joksić (Belgrado) |

|                                                                                            |            | |
| Buble 43’ Pavleković 60’ Grdenić 87’                                                       | Marcatori  | 73’ Benčić                                                                                              |
| Mihelčić Dasović Vrbančić R. Hitrec Premerl Remec Grdenić Buble N. Babić Perška Pavleković | Formazioni | Brajević Dujmović Rodin M. Bonačić Borovčić Kurir V. Poduje Radić Markovina A. Bonačić Benčić Š. Poduje |

## Marcatori
|    | Giocatore      | Squadra     | Reti |
| -- | -------------- | ----------- | ---- |
| 1° | Josip Buble    | Zagabria XI | 4    |
| 2° | Ljubo Benčić   | Spalato XI  | 3    |
| 3° | Dušan Petković | Belgrado XI | 2    |